# Johann Heinrich Otth

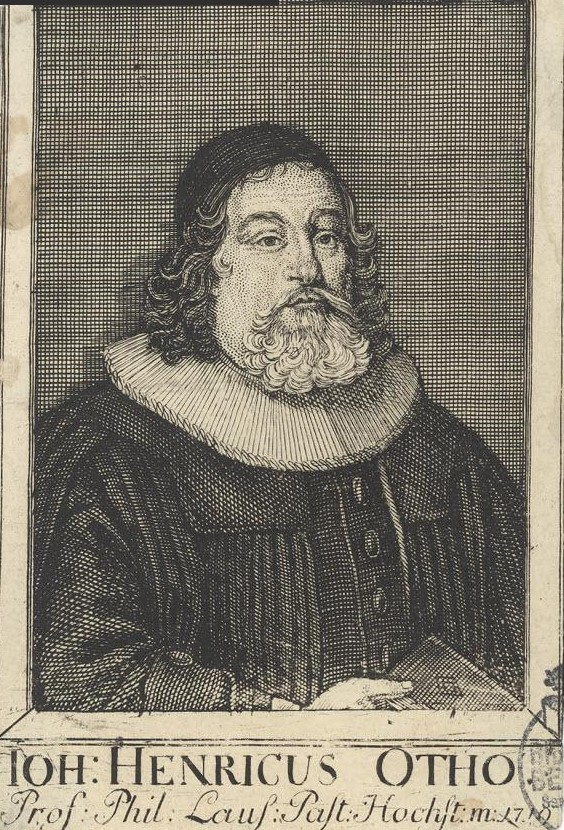
Johann Heinrich Otth, anonymer Porträtstich (um 1719)

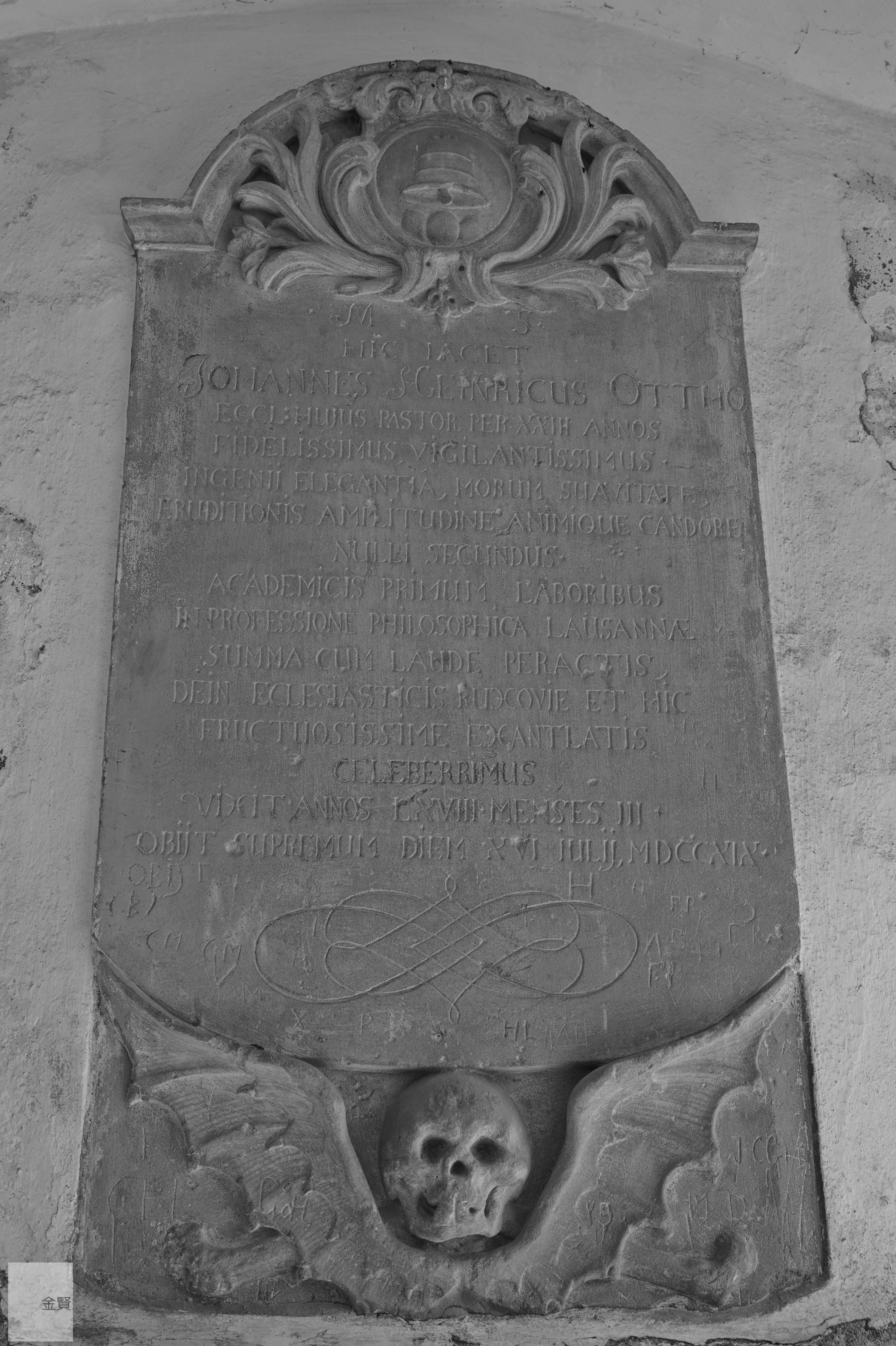
Epitaph für Johannes Heinrich Otth in der Kirche Grosshöchstetten

Johann Heinrich Otth (* 15. April 1651 in Bern; † 16. Juli 1719 in Höchstetten) war ein Schweizer Pfarrer und Hebraist/Orientalist.
Otth war ab 1673 Philosophieprofessor in Lausanne. 1682 wurde er Pfarrer in Rüegsau und wechselte 1696 in das Pfarramt von Höchstetten. Seine Historia doctorum Misnicorum […] von 1672 und sein Lexicon rabbinico-philologicum […] von 1675 galten lange als Standardwerke der Hebraistik. Seine Historia ecclesiastica Bernensis ist nur als Manuskript erhalten.
Sein Epitaph befindet sich im alten Eingang der Kirche in Grosshöchstetten BE.